# Sonny Bill Williams
Sonny William (Sonny Bill) Williams (Auckland, 3 augustus 1985) is een Nieuw-Zeelandse sportman. Hij speelt diverse sporten, met name Rugby Union, Rugby League en boksen. Hij heeft talrijke team- en individuele prijzen en -titels gewonnen. Hij komt tegenwoordig uit voor de Toronto Wolfpack in rugby league.
Williams speelde in de periode 2004 tot en 2013 twaalf Rugby League interlands. Voor de All Blacks speelde Williams 55 interlands en maakte daarin 13 tries.
In deze periode 2009 is hij ook bekeerd tot de islam.
Williams was onderdeel van de Nieuw-Zeelandse Rugby Sevenploeg die deelnam aan de Olympische Zomerspelen 2016 in het Braziliaanse Rio de Janeiro en eindigde als vijfde.
Zijn vader komt uit Samoa. Zijn moeder is een Nieuw-Zeelandse. Williams zijn zus Niall won in 2016 olympisch zilver in het Rubby Seven.